# Trilby (film fra 1914)
 For alternative betydninger, se Trilby (flertydig). (Se også artikler, som begynder med Trilby)
Trilby er en britisk stumfilm fra 1914 af Harold M. Shaw.

## Medvirkende
- Herbert Beerbohm Tree som Svengali.
- Viva Birkett som Trilby O'Farrell.
- Ian Swinley som Billee.
- Charles Rock som Sandy McAllister.
- Philip Merivale som Taffy Wynne.